# Jacey Harper
Jacey Harper (ur. 20 maja 1980 w Chaguanas) – trynidadzko-tobagijski lekkoatleta, sprinter, dwukrotny wicemistrz świata w sztafecie 4 x 100 metrów z Edmonton i Helsinek, uczestnik letnich igrzysk olimpijskich w Sydney (2000).

## Rekordy życiowe
- bieg na 100 m - 10,10 (2005)
- bieg na 200 m - 20,65 (2005 & 2006)
- bieg na 55 m (hala) - 6,21 (2002 & 2003)
- bieg na 60 m (hala) - 6,69 (2005)